# Angela Sommers
Pour les articles homonymes, voir Angela et Sommers.
Angela Sommers, née le 21 juin 1983 à New York dans le Queens, est une actrice pornographique américaine.

## Biographie
Angela Sommers ne tourne que des scènes lesbiennes ou des scènes en solo.
Angela Sommers est la Penthouse Pet de mai 2012.

## Filmographie partielle
Le nom du film est suivi du nom de ses partenaires lors des scènes pornographiques.
- 2010 : Glamour Solos 1, scène 3 en solo
- 2011 : Super Model Solos 2, scène 1 en solo
- 2011 : Bedroom Bitches avec Emily Addison
- 2012 : Women Seeking Women 84 avec Ariella Ferrera
- 2012 : Women Seeking Women 85 avec Shyla Jennings
- 2012 : Women Seeking Women 86 avec Lily LaBeau
- 2013 : Lesbian Confessions avec Nicole Aniston
- 2013 : Me and My Girlfriend 4 avec Aspen Rae
- 2013 : Newswomen 2 avec Bree Daniels
- 2014 : Hot Lesbian Love 3 avec Ryan Ryans
- 2014 : Me and My Girlfriend 8 avec Vanessa Veracruz
- 2014 : Me and My Girlfriend 9 avec Vanessa Veracruz
- 2015 : Cheer Squad Sleepovers 12 avec A.J. Applegate
- 2015 : Penthouse Pet: All Girl Retreat avec Jelena Jensen (scène 2) ; Jayden Cole (sc6)
- 2015 : Women Seeking Women 124 avec Shyla Jennings
- 2016 : Craving Her 2 avec Nikki Benz et Samantha Saint
- 2016 : Women Seeking Women 131 avec Charlie DeVille
- 2016 : Wonder Woman Sexed-up avec Anastasia Pierce et Kendra James
- 2017 : Batwoman avec Kendra James
- 2017 : Mom's Shrink avec Allie Haze et Elle Alexandra (scène 2) ; Kristen Scott (sc4)
- 2017 : Stuck in the Middle avec Jenna Sativa et Ziggy Star (scène 1) ; Jenna Sativa (sc5)
- 2018 : My Creepy Boss avec Celeste Star et Trinity St. Clair
- 2018 : Lily LaBeau and Her Girlfriends (compilation) avec Lily LaBeau
- 2018 : Mindi Mink and Her Girlfriends (compilation) avec Mindi Mink